# Histeromerus canadensis
Histeromerus canadensis är en stekelart som beskrevs av William Harris Ashmead 1891. Histeromerus canadensis ingår i släktet Histeromerus och familjen bracksteklar. Inga underarter finns listade i Catalogue of Life.